# A Terrible Beauty
A Terrible Beauty is een Brits-Amerikaanse dramafilm uit 1960 onder regie van Tay Garnett. Destijds werd de film in Nederland uitgebracht onder de titel Strijders der duisternis.

## Verhaal
Tijdens de oorlog sluit de Ier Dermot O'Neill zich aan bij de IRA. Als zijn cel een overval pleegt op een politiebureau, besluit hij ermee op te houden en de regering te waarschuwen. De IRA wil O'Neill doden als straf voor zijn verraad.

## Rolverdeling
| Acteur             | Personage         |
| ------------------ | ----------------- |
| Robert Mitchum     | Dermot O'Neill    |
| Richard Harris     | Sean Reilly       |
| Anne Heywood       | Neeve Donnelly    |
| Dan O'Herlihy      | Don McGinnis      |
| Cyril Cusack       | Jimmy Hannafin    |
| Niall MacGinnis    | Ned O'Neill       |
| Marianne Benet     | Bella O'Neill     |
| Christopher Rhodes | Tim Malone        |
| Harry Brogan       | Patrick O'Neill   |
| Eileen Crowe       | Kathleen O'Neill  |
| Joe Lynch          | Seamus            |
| Marie Kean         | Matia Devlin      |
| Geoffrey Golden    | Brigadier Crawley |
| Eddie Golden       | Johnny Corrigan   |
| Wilfred Downing    | Quinn             |